# 권경원
권경원(權敬原, 1992년 1월 31일~)은 대한민국의 축구 선수로 포지션은 중앙 수비수, 수비형 미드필더이다. 현재 K리그1의 FC 안양과 대한민국 축구 국가대표팀에서 활동하고 있다.

## 구단 경력

### 전북 현대 모터스 1기
서울 구로구 오류동에서 태어났으며 서울오류초등학교 2학년 때 축구를 시작했다. 2010년 전북 현대 모터스에 지명된 뒤 동아대학교에 진학하여 2년 간 활동하다가 2013 시즌을 앞두고 전북 입단을 통해 프로 선수 경력을 시작했다. 이로 인해 전주 영생고등학교 1년 후배 김현에 이어 두 번째 영생고 출신 선수가 되었다.
프로 입문 이후 경남 FC와의 2013년 K리그1 3라운드 원정 경기에서 프로 데뷔전을 치렀다. 그 뒤 2013 시즌 공식전 25경기에 출전하는 동안 2013년 K리그1 3위, 2013년 FA컵 준우승 등에 기여하며 잠재력을 인정받았다.
그러나 2014 시즌에서는 이재성과 김남일 그리고 여름 이적 시장을 통해 새로이 합류한 신형민과의 주전 경쟁에서 밀려나면서 공식전 9경기 출장에 그쳤다.

### 샤바브 알아흘리
2015 시즌을 앞두고 두바이 전지 훈련 연습 경기 상대였던 UAE 프로리그의 샤바브 알아흘리 클럽의 러브콜을 받고 해당 클럽에 입단했다. 2014-15 시즌 중반부터 2016-17 시즌 전반기까지 공식전 75경기 5골을 기록하며 2015년 AFC 챔피언스리그 준우승, 2015-16 시즌 리그 우승, 2016-17 시즌 UAE 리그컵 우승, UAE 슈퍼컵 2회 우승(2014, 2016) 등에 공헌했으며 2015-16 시즌 리그 베스트 11에도 선정되는 영예를 안았다.

### 톈진 톈하이
2016-17 시즌 전반기까지 알아흘리의 주전으로서 팀의 리그 선두의 주축으로 맹활약을 이어가던 도중 2017년 당시 대한민국 축구 선수 역사상 2위에 해당되는 132억 원의 이적료와 37억 원의 연봉으로 중국 슈퍼리그의 톈진 톈하이와 5년 계약을 체결했다. 톈하이 소속으로 2019년 여름 이적 시장 전까지 공식전 76경기에 출전하며 중국 슈퍼리그 2017 3위, 중국 FA컵 2017 8강, 2018년 AFC 챔피언스리그 8강 진출 등에 기여했다.

### 전북 현대 모터스 2기
2019년 6월 29일 장쑤 FC와의 경기를 끝으로 톈진 톈하이를 잠시 떠나 친정팀인 전북 현대 모터스로 임대 이적했다. 2019 시즌 리그 13경기 2골 1어시스트를 기록하면서 팀의 리그 3연패 및 통산 7번째 우승을 안겼다.

### 상주 / 김천 상무
2019 시즌을 마친 후 상무에 입대했다. 2020 시즌에는 리그 23경기 1골을 기록하면서 2020년 K리그1 수비수 센터백 부문 베스트 11에 선정되는 영예를 안았으나 2021 시즌에는 개막을 앞두고 부상을 당하면서 전역할 때까지 단 한 경기도 뛰지 못했고 심상민에게 주장 자리를 인계를 해야 했다.

### 성남 FC
2021년 7월 6일 군 복무를 마치고 제대했다. 제대 후 원 소속팀인 톈진 톈하이가 2019 시즌을 끝으로 해체되면서 새 소속팀을 물색했는데 이러한 상황에서 9일 후인 7월 15일 성남 FC와 6개월 단기 계약을 체결했다. 같은 해 8월 1일 광주 FC와의 2021년 K리그1 22라운드 원정 경기에 선발 출전하자마자 공백기가 느껴지지 않을 정도의 수비력을 과시하며 성남에서의 데뷔전을 성공적으로 마쳤으며 이후 2021 시즌을 마칠 때까지 공식전 18경기 1골 1어시스트를 기록했다.

### 감바 오사카
2022년 첫 날 울산 현대로 이적한 김영권의 공백을 메꾸기 위해 일본 J1리그의 감바 오사카와 2년 계약을 체결했다. 이로 인해 대표팀 동료이자 카잔의 기적의 주역인 주세종과 한솥밥을 먹게 되었다.
그 후 2022 시즌 리그 16경기 2골을 포함해 공식전 19경기 3골을 기록했고 이 시즌 동안 쇼지 겐과 주전 경쟁을 벌이기도 했으나 2022 시즌 종료 후 쇼지 겐이 가시마 앤틀러스로 이적하면서 주전 자리를 꿰찬 것은 물론 팀의 부주장에도 선임되었다.

### 수원 FC
2024년 2월 2일, 수원 FC는 권경원이 수원 FC에 합류했다고 발표했다.

## 국가대표팀 경력

### 대한민국 U-23 대표팀
2013년부터 2014년까지 대한민국 U-23 대표팀 소속으로 4경기에 출전했고 특히 2014년 AFC U-22 챔피언십 본선 엔트리에 합류하여 팀의 4강 진출에 일조했다.

### 대한민국 축구 국가대표팀
2017년 8월 14일 우즈베키스탄과의 2018년 FIFA 월드컵 아시아 지역 최종 예선 A조 최종전을 앞두고 대한민국 대표팀에 첫 발탁되었으나 우즈베키스탄과의 최종전 출전 기회는 끝내 주어지지 않았다.
그로부터 1달 뒤인 10월 8일 2018년 FIFA 월드컵 개최국 러시아와의 친선 경기에서 A매치 데뷔전을 치르자마자 후반 41분경 이청용의 크로스를 헤더골로 장식하면서 A매치 데뷔골을 신고했다. 2개월 후 열린 2017년 EAFF E-1 풋볼 챔피언십 결승 리그에서는 3경기 중 2경기에 출전하며 국가대표팀 개인 커리어 첫 우승의 기쁨을 맛보았다.
그리고 2018년 FIFA 월드컵에서는 신태용 감독의 선택을 받지 못하면서 월드컵 출전이 무산되었고 기존 대표팀 수비수였던 장현수가 체육요원 봉사실적 서류 위조 사건으로 인해 국가대표팀 자격 영구 박탈의 중징계를 받은 이후 2018년 11월 국가대표팀에 다시 합류했다. 이듬해에 열린 2019년 AFC 아시안컵 본선 엔트리에 합류했지만 김영권과 김민재 등에 밀린 것도 모자라 부상까지 겹치면서 결국 1경기도 출전하지 못했다.
그러나 자국에서 열린 2019년 EAFF E-1 풋볼 챔피언십 최종 엔트리에 이름을 올렸다. 비교적 약체로 평가된 홍콩과의 1차전에서 김영권 대신 선발 출전하여 김민재와 호흡을 맞추며 무실점 승리를 이끌었고 비록 나머지 2경기에서는 김영권과 김민재가 풀타임으로 출전하면서 경기에는 나서지 못했지만 팀의 동아시안컵 3연패이자 개최국 첫 동아시안컵 우승을 경험했다.
이후 2022년 FIFA 월드컵 아시아 지역 최종 예선에도 출전하며 쏠쏠한 활약을 바탕으로 대한민국의 월드컵 10회 연속 본선 진출이라는 대기록 달성에 일조했고 물론 일본과의 2022년 EAFF E-1 풋볼 챔피언십 최종전에서는 백패스 실수와 부정확한 롱패스 등의 아쉬운 경기력으로 4연패 달성 좌절의 원인을 제공하기도 했다.
그러나 2022년 FIFA 월드컵 본선 엔트리에 합류한 뒤 가나와의 H조 조별리그 2차전에서는 후반전 거의 막바지에 김민재를 대신해 교체 투입되며 생애 첫 월드컵 무대를 밟았다. 이후 강호 포르투갈과의 최종전에서는 김민재 대신 선발로 출전하여 역대 A매치 최다 득점자이자 FIFA 발롱도르 5회 수상자인 크리스티아누 호날두를 전담 마크하며 2010년 이후 12년만의 대한민국의 월드컵 16강 진출에 기여했다.

## 통산 기록

### 국가대표팀 득점
| # | 경기일     | 경기장소                   | 상대팀 | 득점 | 결과 | 비고      |
| - | ---------- | -------------------------- | ------ | ---- | ---- | --------- |
| 1 | 2017/10/7  | 러시아, 모스크바           | 러시아 | 1-4  | 2-4  | 친선 경기 |
| 2 | 2020/11/14 | 오스트리아, 비너노이슈타트 | 멕시코 | 2-3  | 2-3  | 친선 경기 |

## 수상 내역

### 클럽
전북 현대 모터스
- K리그1 : 우승 (2019)
- FA컵 : 준우승 (2013)

샤바브 알아흘리 클럽
- UAE 프로리그 : 우승 (2015-16)
- UAE 리그컵 : 우승 (2016-17)
- AFC 챔피언스리그 : 준우승 (2015)
- UAE 슈퍼컵 : 우승 (2014, 2016)

### 국가대표팀
대한민국 축구 국가대표팀
- EAFF E-1 풋볼 챔피언십 : 우승 (2017, 2019), 준우승 (2022)

### 개인
- AFC 챔피언스리그 드림팀 : 2015[6]
- UAE 프로리그 드림팀 : 2015-16[7]
- K리그1 베스트 11 : 2020[8]